# GLPI

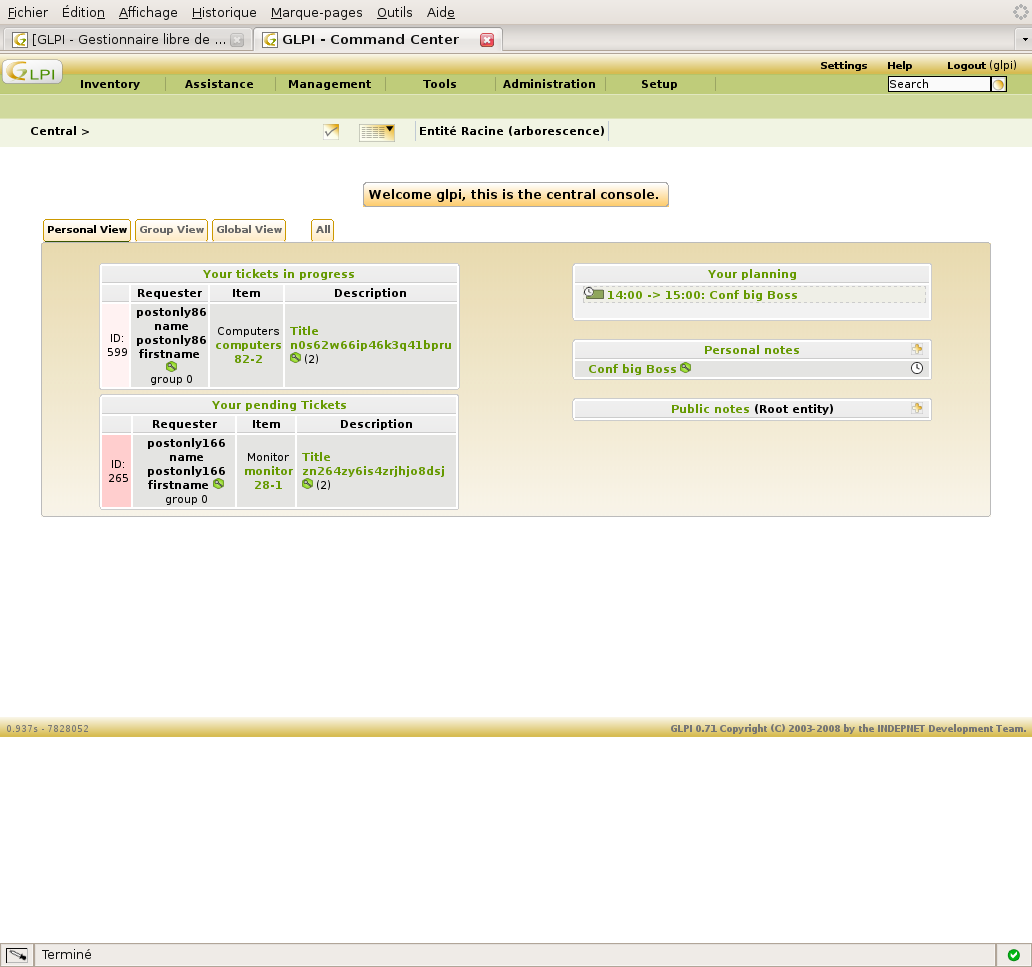

GLPI，是一个用于IT资产管理的开源软件，为法语Gestionnaire libre de parc informatique（资讯设备自由软件）的缩写，这个软件是用PHP编写的，并在GPL许可下发布。
作为一种开源技术，任何人都可以运行，修改或开发代码。 这样，贡献者可以通过在GitHub上提交自由开源的补充模块来参与软件的开发。
GLPI是一个基于Web的应用程序，可帮助公司管理其信息系统。 该解决方案能够构建所有组织资产的清单，并管理行政和财务任务。系统的功能可帮助IT管理员创建技术资源数据库，以及维护操作的管理和历史记录。使用帮助台功能，用户可以声明事件或请求（基于资产是否）。
使用此软件建立电脑、显示器、服务器、打印机、网络设备、电话等设备资产清单，并将之保存于数据库中，可配合使用OCSNG（Open Computer and Software Inventory Next Generation）、Fusioninventory扫描和采集信息，并将数据导入到GLPI数据库进行管理，且可记录设备管理和维护历史（Job-Tracking-System），帮助收集公司网络拓扑的基本信息。软件可结合LDAP认证，从而同公司AD整合。

## 历史
GLPI社区项目始于2003年，由INDEPNET协会指导。多年来，GLPI被社区和公司广泛使用，围绕系统提供专业服务。鉴于INDEPNET协会不打算围绕该软件提供服务，2008年该协会创建了一个合作伙伴网络，以实现各种目标：
第一个目标是建立一个合作伙伴可以参与GLPI项目的生态系统。其次，合作伙伴将在财务上支持该协会，以确保必要的软件开发。最后，生态系统将保证通过直接连接到INDEPNET的已知和已识别网络提供服务。
2009年，Teclib开始整合软件，开发了GLPI代码并实现了新功能。 2015年夏季，GLPI的社区领导决定将路线图管理和开发领导权转移到Teclib'，以便Teclib成为GLPI系统的编辑，确保软件研发。
该代码仍属于GPL许可，并保持其开源性质。由于社区和编辑之间的共同合作关系，GLPI系统继续得到改进。

## 软件开发
GLPI项目是开发人员和IT专家的开源和协作社区，他们聚集在一起开发GLPI软件。 这种协作通过不同的方式实现：安装和使用GLPI，GLPI测试，升级提交，文档参与，翻译，功能请求。

## 软件概述
作为ITSM软件，GLPI的主要功能如下：
- 多实体管理
- 多语言管理和支持（提供45种语言）
- 多用户支持和多重认证系统(LDAP)
- 行政和财务管理
- 库存功能
- 事件和请求管理跟踪和监视功能
- 问题和变化管理
- 许可证管理（符合ITIL）
- 设备分配：位置，用户和组
- 简化的界面，允许最终用户提交支持工单
- 资产和服务台报告：硬件，网络或支持

## 软件环境
GLPI使用以下技术：
- PHP 5.6或更高版本
- 数据库MySQL / MariaDB
- 网页的HTML
- JavaScript的一些核心功能
- CSS样式表
- 用于报告生成的XML